# Otto Lehner
Otto Lehner (Gränichen, 20 d'agost de 1898 - 1977) va ser un ciclista suís que fou professional del 1926 al 1927. Com a amateur, aconseguí una medalla de plata Campionat del Món en carretera de 1924, per darrere del francès André Leducq. Va participar en els Jocs Olímpics de 1924 a París, on fou quart en la prova en contrarellotge per equips i catorzè en la contrarellotge individual.